# 指甲刮黑板
指甲刮黑板会产生一种令绝大多数人非常受不了的声音，人类这种先天反应的基本原理在心理声学领域已经有所研究。

## 灵长目动物遗传假说
对这种不适反应的一种解释是这种刮擦黑板的声音与灵长目动物所发出的警告声很相似。然而，对一种名叫绒顶柽柳猴的灵长目动物进行了动物实验之后发现，绒顶柽柳猴听到与刮擦黑板相似的高频率声波和振幅相同的白噪音后，也作出了与人类相似的反应。与之相反，比起刮擦黑板的声音，人类对这种白噪音的不良反应要弱一些。
一项1986年的研究使用录音磁带记录了一段类似于餐桌叉子的有三个叉的花园小叉子所发出的声音，声音由这种叉子在黑板上摩擦而产生，大体上产生出了手指甲刮擦黑板的声音。这盘录音磁带随后被信息处理，将声波的波峰从声音频谱的两极和中间移除，然后将经过处理的音频重播一遍。科研人员断定，处在频谱中间的波峰实际上就是引起人们这种不良反应的最主要因素，而不是像之前推测的那样，是由频谱两极的波峰引起的。这个研究项目的研究人员猜测，这种不良反应的产生可能是因为远古人类时期捕食活动中所遗留的条件反射。这种使人感觉不适的声音与猕猴发出的警告声有些相似之处，抑或和某些食肉动物的叫声相似。该研究于2006年获得搞笑诺贝尔声学奖。但是近年来的更多的研究则否认这种猜测。